# アンドリュー・フレミング (映画監督)
アンドリュー・フレミング（Andrew Fleming、1963年3月14日 - ）は、アメリカ合衆国の映画監督、脚本家。

## 作品

### 映画
- ザ・クラフト: レガシー The Craft: Legacy (2020) 製作総指揮
- ステイ・フレンズ
- ロック・ミー・ハムレット!
- 美少女探偵ナンシー・ドリュー
- セイブ・ザ・ワールド
- キルスティン・ダンストの大統領に気をつけろ!
- ザ・クラフト
- スリーサム
- 悪夢の惨劇

### テレビドラマ
- マイケル・J・フォックス・ショウ
- New Girl / ダサかわ女子と三銃士 シーズン3
- リーガル・バディーズ フランクリン&バッシュ シーズン1